# Marián Kovalski
Marián Albértovich (Voitejovich) Kovalski (en ruso: Мариан Альбертович Ковальский) (15 de agosto de 1821 o 15 de octubre de 1821 – 28 de mayo de 1884 o 9 de julio de 1884) fue un astrónomo ruso-polaco. En ocasiones su apellido es transcrito como Kovalsky, Koval'sky o Koval'skiy. En la literatura científica, su nombre figura como Kowalski o Kowalsky.

## Semblanza
Kovalski nació en la localidad de Dobrzyń nad Wisłą (Добжинь en ruso), perteneciente al Zarato de Polonia, Imperio ruso. Su patronímico aparece alternativamente como Voitejovich o Voitsejovich (Войтехович o Войцехович), lo que sugiere que el nombre de su padre era Wojciech. Confusamente, algunas fuentes rusas incluso citan su nombre como Marian Albertovich Kovalsky-Voytekhovich, aunque esta última designación parece ser errónea.
Se graduó en la Universidad de San Petersburgo en 1845, y se doctoró en 1852 con una tesis sobre la órbita de Neptuno. A comienzos de 1852 fue nombrado director del Observatorio de Kazan y decano de la Facultad de Físicas y Matemáticas de Kazán.
La mayor parte de su trabajo más importante estuvo centrado en el análisis del movimiento propio de 3136 estrellas del catálogo confeccionado por James Bradley, el primer método utilizado para deducir la rotación de la Vía Láctea. Basándose en este trabajo, descartó la teoría de que un cuerpo central masivo situado en el centro de la galaxia fuese el responsable del movimiento de las estrellas.
En mecánica celeste, ideó y mejoró métodos para deducir una órbita planetaria de una serie de observaciones, y analizó la matemática de las perturbaciones en los movimientos planetarios. En particular,  realizó una determinación más precisa de la órbita de Neptuno.  Así mismo, diseñó un método mejorado para determinar las órbitas de las estrellas binarias.
Sus principales artículos fueron publicados en 1859 en el libro Recherches astronomiques de l'observatoire de Kasan.
Murió en Kazan y está enterrado en el cementerio católico de la ciudad. Fue padre de Aleksandr Marianovich Kowalski (fallecido el 6 de julio de 1902 a los 44 años de edad), que trabajó en el Observatorio de Púlkovo.

## Eponimia
- El cráter lunar Koval'skiy y el cráter marciano Koval'sky llevan este nombre en su honor.

### Obituario
- MNRAS 45 (1885) 208

- Datos: Q709284
- Multimedia: Marian Albertovich Kowalski / Q709284